# Тифтон (Џорџија)
Тифтон (Џорџија) (енгл. Tifton) град је у америчкој савезној држави Џорџија. По попису становништва из 2010. у њему је живело 16.350 становника.

## Демографија
Према попису становништва из 2010. у граду је живело 16.350 становника, што је 1.290 (8,6%) становника више него 2000. године.
| Група             | 2000.         | 2010.         |
| Белци             | 8.852 (58,8%) | 8.069 (49,4%) |
| Афроамериканци    | 4.755 (31,6%) | 5.934 (36,3%) |
| Азијати           | 247 (1,6%)    | 313 (1,9%)    |
| Хиспаноамериканци | 1.139 (7,6%)  | 1.861 (11,4%) |
| Укупно            | 15.060        | 16.350        |